# Cataglyphis niger
Cataglyphis niger é uma espécie de inseto do gênero Cataglyphis, pertencente à família Formicidae.